# Manuel Sousa Pereira
Manuel Sousa Pereira (Porto, 19 de setembro de 1939 - Porto, 8 de fevereiro de 2021) foi um escultor português e docente durante décadas na escola secundária José Régio - Vila do Conde, onde, em 1977, começou a lecionar.

## Biografia
Manuel Sousa Pereira, nasce no Porto em 1939.
É na Escola Superior de Belas Artes do Porto (ESBAP), atual Faculdade de Belas Artes da Universidade do Porto (FBAUP), que Manuel Sousa Pereira vai, em 1977, completar a sua formação artística. Depois de sair da ESBAP, torna-se docente na escola secundária José Régio em Vila do Conde, onde exercerá funções até ao ano 2000.
Para além de escultor e docente, também exerceu funções como designer industrial na fábrica da Molin.

## Carreira
Manuel Sousa Pereira, tem obra espalhada por Portugal e estrangeiro, destacando-se, em Portugal os municípios de Vila do Conde, Cantanhede, S. João da Madeira, Matosinhos, onde se encontra uma escultura na avenida Afonso Henriques, de homenagem ao ator João Guedes, e em Vila Nova da Cerveira, município para o qual concebeu o memorial em bronze aos heróis do Ultramar, em 2008, que viria a ser roubado, e que o próprio escultor repôs, em 2014, com uma nova obra.
Foi assistente do escultor José Rodrigues, durante mais de 20 anos. Desta colaboração, destaque-se a escultura "Lei", que figura na principal sala de audiências do Tribunal de Vila do Conde.
É também em Vila do Conde, no Largo dos Artistas que se encontra, desde 2002, a sua obra mais conhecida e emblemática, a homenagem aos trabalhadores. Feita à escala humana, as 3 figuras representam: um trolha; um pedreiro; um carpinteiro.

## Obras Públicas
- 2002 - Homenagem aos trabalhadores.[3]

## Prémios
- 1993 - Prémio Secil de escultura.[4]